# Shake It Off (песня Тейлор Свифт)

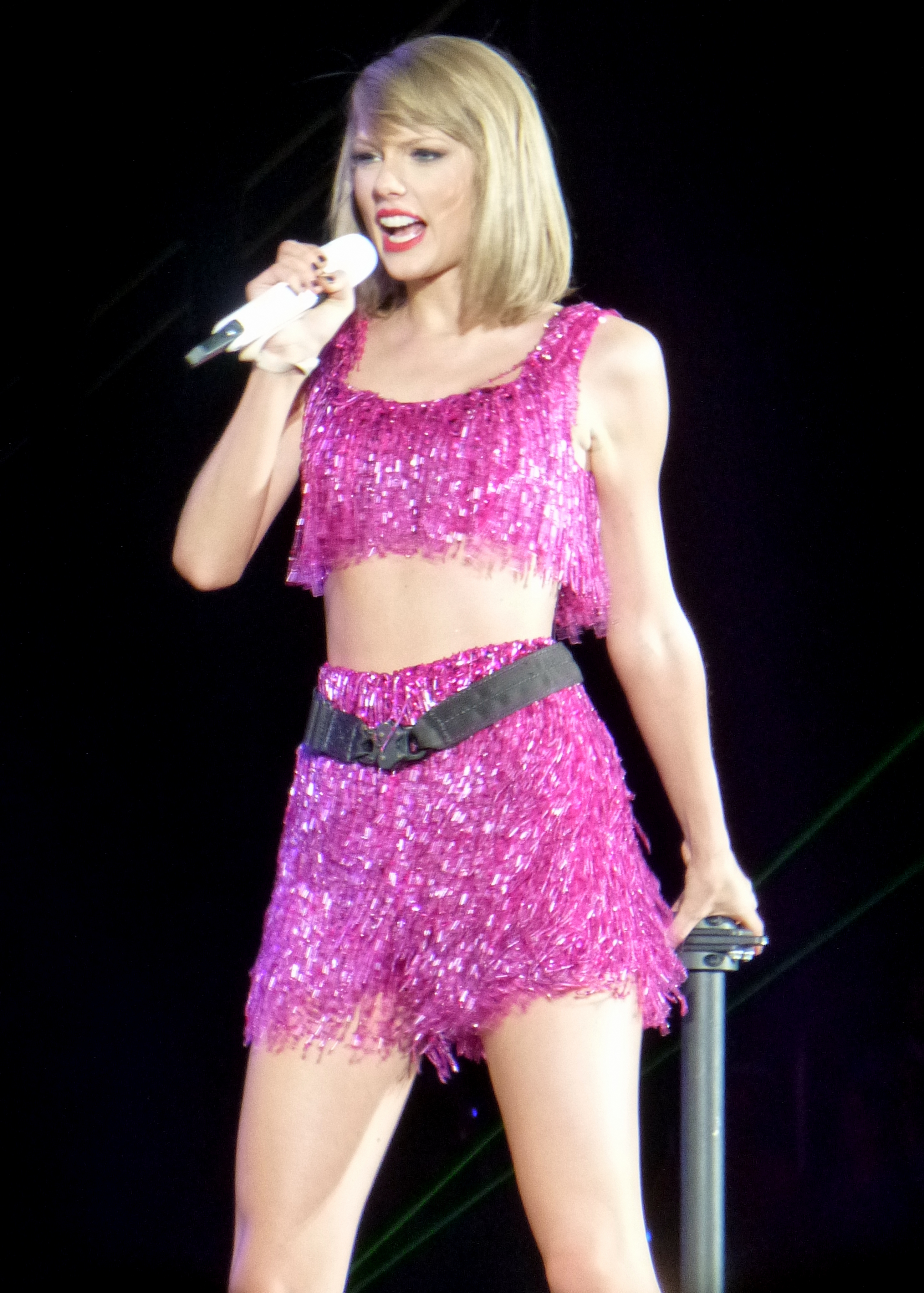
Свифт исполняет «Shake It Off» на концерте The 1989 World Tour (2015)

«Shake It Off» (в переводе с англ. — «Встряхну с себя») — песня американской певицы Тейлор Свифт, вышедшая в качестве ведущего сингла из пятого студийного альбома 1989, который она рекламировала как свой первый поп-альбом. Он был выпущен для цифрового скачивания по всему миру 19 августа 2014 года лейблом Big Machine Records. Песня была написана Свифт и её продюсерами Максом Мартином и Шеллбэком. «Shake It Off» — это танцевально-попсовая композиция, в которой звучит саксофон. В тексте песни говорится о безразличии Свифт к своим недоброжелателям и их негативному отношению к её имиджу.
Современные критики сочли танцевально-попсовый стиль песни запоминающимся, но некоторые посчитали текст слабым. В ретроспективе критики считают «Shake It Off» эффективным открытием эпохи альбома 1989, которая изменила звучание и образ Свифт от кантри к поп-музыке. Песня вошла в списки десятилетия 2010 года, составленные NME и Consequence. В США сингл продержался 50 недель, включая четыре недели на первом месте в Billboard Hot 100, став для Тейлор Свифт её 2-м чарттоппером в США и получил бриллиантовый сертификат от (Американской ассоциации звукозаписывающих компаний (RIAA). Песня «Shake It Off» также возглавила чарты в Австралии, Канаде, Венгрии, Мексике, Новой Зеландии и Польше.
Сингл был поддержан музыкальным видеоклипом, снятым режиссером Марком Романеком и ставшим одним из самых просматриваемых в истории (более 3 млрд просмотров). Видео, в котором Свифт изображает неуклюжего человека, безуспешно пытающегося отработать несколько танцевальных движений, вызвало обвинения в культурном заимствовании за то, что в нем были показаны танцевальные движения, ассоциирующиеся с цветными людьми, такие как тверк. Для продвижения песни Свифт выступила на телевизионных мероприятиях, включая MTV Video Music Awards и iHeartRadio Music Festival. Она включила песню «Shake It Off» в сет-листы двух своих мировых туров — The 1989 World Tour (2015) и Reputation Stadium Tour (2018). Песня получила множество наград, включая «Любимая песня» на церемонии People’s Choice Awards 2015 года и три номинации на премию «Грэмми» 2015 года.

## История
Тейлор Свифт была известна как певица и автор песен в стиле кантри до своего четвёртого студийного альбома Red (выпущенного в октябре 2012 года), который включает в себя различные стили поп и рок-музыки, выходящие за рамки кантри-звучания её предыдущих альбомов. Сотрудничество со шведскими поп-продюсерами Максом Мартином и Шеллбэком внесло в дискографию Свифт прямолинейные поп-хуки и новые жанры, включая электронику и дабстеп. Свифт и её лейбл Big Machine Records продвигали его как кантри-альбом. Разнообразные музыкальные стили альбома вызвали в СМИ дебаты о её статусе кантри-артистки, на что она ответила в интервью The Wall Street Journal: «Я оставляю название жанра другим людям». Свифт начала записывать свой пятый студийный альбом 1989 во время тура в поддержку Red в середине 2013 года. Вдохновленная синти-попом 1980-х, она задумала 1989 как свою первую «официальную поп-пластинку», которая изменила бы её образ из кантри в поп-музыку. Мартин и Шеллбэк написали семь из тринадцати треков для стандартного издания альбома, включая «Shake It Off».

## Композиция
Свифт написала «Shake It Off» в соавторстве с Максом Мартином и Шеллбэком. Песня была записана Сэмом Холландом в студии звукозаписи Conway Recording Studios в Лос-Анджелесе и Майклом Ильбертом в студии MXM Studios в Стокгольме, Швеция. Трек был сведён Сербаном Генеа в MixStar Studios в Вирджиния-Бич, штат Вирджиния, а мастеринг осуществлён Томом Койном в Sterling Sound Studio в Нью-Йорке.
Спродюсированная Максом и Шеллбеком, песня длится три минуты и 39 секунд.
Слова песни были навеяны пристальным вниманием СМИ, которое Свифт испытала во время своего звездного взлета. В интервью Rolling Stone в августе 2014 года Свифт сказала о вдохновении песни: «У меня была каждая часть моей жизни… Когда ты живешь под таким пристальным вниманием, ты можешь либо позволить этому сломать тебя, либо очень хорошо уметь уворачиваться от ударов. А когда он попадает в цель, ты знаешь, как с ним справиться. И я думаю, что мой способ справиться с этим — стряхнуть его (shake it off)». Обсуждая послание песни с NPR в октябре 2014 года, Свифт сказала, что «Shake It Off» представляет её более зрелые взгляды по сравнению с предыдущим синглом «Mean» (2010), который также был вдохновлен её недоброжелателями. По словам Свифт, если в песне «Mean» она считала себя жертвой, то в «Shake It Off» она заняла активную позицию, чтобы «вернуть повествование и иметь … чувство юмора по отношению к людям, которые как бы лезут в её душу — и не дать им попасть под [её] кожу».
В первом куплете песни Свифт ссылается на свой воспринятый образ флиртующей женщины с многочисленными романтическими связями: «Я хожу на слишком много свиданий / Но я не могу заставить их остаться / По крайней мере, так говорят люди». Строки в припеве расположены ритмично, чтобы создать запоминающийся хук: «Потому что игроки будут играть, играть, играть, играть, играть / А ненавистники будут ненавидеть, ненавидеть, ненавидеть, ненавидеть, ненавидеть / Детка, я просто буду shake, shake, shake, shake, shake». Бридж с разговорной речью открывается словами Свифт: «Ты мог бы играть под этот больной ритм» на фоне «грязных шулеров мира». Слова «this sick beat» («этот больной ритм») являются товарным знаком Свифт, выданным Ведомством по патентам и товарным знакам США

## Отзывы
Песня «Shake It Off» получила смешанные отзывы от музыкальных критиков. Хотя некоторые сочли композицию запоминающейся, другие нашли песню повторяющейся и лишенной содержания по сравнению с предыдущим альбомом Свифт Red, который считался её творческим пиком. Критик Рэндалл Робертс из Los Angeles Times отметил энергичное исполнение песни, которое он назвал «идеальным поп-конфетти». Однако Робертс счёл текст песни поверхностным, назвав её невосприимчивой к политическим событиям того времени: «Когда на карту поставлены жизни и ничто не кажется более важным, чем добраться до фактической правды, от лжецов и обманщиков нельзя и не нужно отмахиваться».
Молли Фицпатрик из The Guardian похвалила музыку песни, но посчитала, что текст не соответствует авторским способностям Свифт. Оценив песню в три из пяти звезд, Джефф Терих из American Songwriter расценил новое направление Свифт как «поворот влево, за которым стоит последовать». Хотя Терих согласился с тем, что текст песни был пренебрежительным, он считает, что критики не должны были воспринимать песню всерьез, потому что она «довольно безобидна». В положительной рецензии Джейсон Липшутц из «Billboard» написал: «Свифт доказывает, почему она принадлежит к числу поп-королев… песня звучит как несомненный хит». В рецензии на альбом 1989 Алексис Петридис похвалил тексты песен за то, что они «перекручивают клише до оригинального звучания». По словам Эндрю Унтербергера из Spin, хотя с музыкальной точки зрения «Shake It Off» была «красной селёдкой», которая чувствует себя неуместной в альбоме, тематически она представляет новое отношение Свифт к 1989, где она освободилась от откровенно романтической борьбы, чтобы принять позитивность. Сама Свифт признала, что эта песня является исключением из альбома 1989, и намеренно выпустила её в качестве ведущего сингла, чтобы побудить слушателей познакомиться со всем альбомом, а не только с синглами.
В ретроспективе Ханна Майлрей из NME считает «Shake It Off» эффективным открытием эпохи Свифт 1989, которая изменила её имидж в сторону мейнстримной поп-музыки. Говоря, что «Shake It Off» не была одной из лучших песен альбома, Роб Шеффилд из Rolling Stone похвалил её за то, что она «послужила трейлером для объявления её смелого синти-поп перевоплощения восьмидесятых». Нейт Джонс из журнала Vulture согласился с ним, но назвал бридж песни «худшими 24 секундами всего альбома». В своем рейтинге синглов Свифт за 2019 год Алексис Петридис поставил «Shake It Off» на третье место после «Blank Space» (2014) и «Love Story» (2008), похвалив её «неотразимый» хук и «остроумие». Джейн Сонг из журнала Paste была менее восторженной, поставив «Shake It Off» в число худших песен Свифт в её каталоге, написав: «У Свифт есть привычка выбирать в качестве лид-сингла худшую песню из каждого альбома».

## Коммерческий успех
В хит-параде Billboard Hot 100 (США) сингл дебютировал на первом месте с цифровыми продажами в 544 000 единиц в первую неделю, оканчивающуюся на 6 сентября 2014 года. Трек показал лучший результат недельных продаж 2014 года (опередив «Happy» Фаррелла с недельным тиражом 490 000 копий в марте) и 4-й в истории после «Right Round» (Flo Rida, 2009, 636000), «We Are Never Ever Getting Back Together» (Тейлор Свифт, 2012, 623000) и «Roar» (Кэти Перри, 2013, 557000). Одновременно с помощью сингла (за два месяца до выхода альбома) Тейлор Свифт впервые возглавила новый американский суммарный чарт Billboard Artist 100 (в котором учитывается уровень продаж песен и альбомов, радиоэфир, интернет-транслирование и активность в социальных сетях). «Shake» стал 7-м синглом № 1 в цифровом чарте Digital Songs (все они также дебютировали на первом месте). По этому показателю Тейлор делит 4-е место в истории вместе с Бритни Спирс, вслед за лидерами: Рианна (13), Кэти Перри (10) и Эминем (9). «Shake It Off» стал 60-м (с дебюта в 2006 году) синглом Свифт в горячей сотне Hot 100, второй рекордный результат в 56-летней рок-истории после Ареты Франклин, у которой 73 хита в сотне (а с учётом всех исполнителей Тейлор стала 13-й по счёту с таким результатом). Кроме того, он стал 22-м синглом за всю 56-летнюю историю, дебютировавшим на первом месте, поставив певицу по этому показателю в один ряд с такими исполнителями как Майкл Джексон, Мэрайя Кэри, Уитни Хьюстон, Элтон Джон, Бритни Спирс, Эминем и Кэти Перри. Одновременно «Shake It Off» стала 18-й песней на первом месте чарта для её соавтора и сопродюсера Макса Мартина (8 из 18 чарттопперов он написал для Katy Perry). Он вышел на третье почётное место после двух неоспоримых лидеров-песенников за всю 56 летнюю историю Hot 100: Пол Маккартни (автор 32 хитов № 1) и Джон Леннон (26). Четвёртой в этом списке идёт Mariah Carey (17).
В ноябре 2014 года сингл «Shake It Off» вернулся на две недели на первое место (его 3-я неделя на вершине) спустя 8 недель нахождения на № 2.
К марту 2020 года было продано более 10 000 000 экземпляров песни в США.

## Видео
Видеоклип стал одним из самых просматриваемых в истории. На крупнейшем мировом видеохостинге YouTube видео «Shake It Off» набрало более 3 млрд просмотров.

### Концепция
Клип на песню «Shake It Off», режиссером которого выступил Марк Романек (лауреат нескольких премий «Грэмми», в том числе за самый дорогой клип «Scream» 1996 года, дуэта Майкла Джексона и Джанет Джексон), был выпущен 18 августа 2014 года, в тот же день, что и релиз песни. Съемки проходили в течение трёх дней в июне 2014 года в Лос-Анджелесе. Свифт задумала клип как юмористическое изображение её попыток найти свою идентичность: «Требуется много времени, чтобы понять, кто ты и где ты вписываешься в мир». С этой целью в клипе Свифт изображена неуклюжей, которая безуспешно пробует танцевальные движения с профессиональными артистами, включая балерин, брейк-дансеров, черлидеров и артистов перформанса. Она подвела итог клипу: «Я ставлю себя во все эти неловкие ситуации, когда танцоры невероятны, а я получаю от этого удовольствие, но не вписываюсь в них… Я неловко плохо справляюсь с этим. Это показывает, что нужно продолжать делать себя, продолжать быть собой, продолжать пытаться понять, где ты вписываешься в этот мир, и в конце концов ты это сделаешь».
Марк Романек, отвечая на замечания критиков, назвал свой клип сатирическим слиянием разных стилей и клише, популярных в наше время.
Хореографом танцев выступил Тайс Диорио. В финальных сценах клипа Свифт танцует со своими фанатами, которых Свифт выбрала сама в социальных сетях. Видео содержит отсылки к другим областям популярной культуры. Например, канал VH1 отметил следующие сходства: балерины с фильмом 2010 года «Черный лебедь», брейк-дансеры с фильмом 2010 года «Шаг вперёд 3D», «сверкающие костюмы и роботизированные танцевальные движения» с французскими электронными музыкантами Daft Punk, танцевальные движения тверк с Майли Сайрус, чирлидеры с клипом американской певицы и актрисы Тони Бэзил 1981 года «Mickey», а чёрная водолазка и джинсы Свифт с нарядами Одри Хепберн в сцене прослушивания в фильме 1957 года «Забавная мордашка». Публикации, включая Los Angeles Times и The Sydney Morning Herald, также отметили ссылки на Леди Гагу и Скриллекс.

### Отзывы
Молли Фицпатрик из The Guardian посчитала Свифт «слишком искусной танцовщицей» для концепции клипа, написав: «Несочетаемая смесь современного танца, балета и брейк-данса забавна, но задумка проваливается». Питер Винсент из The Sydney Morning Herald назвал видео «неоригинальным», ссылаясь на многочисленные отсылки к популярной культуре, и усомнился в успехе Свифт в трансформации её образа в поп-музыку. Профессор медиа Мэрин Уилкинсон отметила песню «Shake It Off» как представление «задорной» личности Свифт в эпоху альбома 1989 Уилкинсон отметила, что, поскольку Свифт ассоциировалась с трудолюбивой и подлинной личностью через её песни в стиле кантри, её переход к «искусственной» поп-музыке потребовал сложного маневрирования, чтобы сохранить чувство подлинности. Как заметил Уилкинсон, в клипе, провалив все танцевальные номера, Свифт смеется над собой, подразумевая, что она никогда не «впишется» в «любой коммерчески жизнеспособный образ, и предпочитает вместо этого принимать свое естественное задорное состояние». Тем самым Свифт напомнила зрителям о своей подлинности, скрытой под «искусственным производством поп-выступлений».
Песня «Shake It Off» вызвала обвинения в расизме и культурном заимствовании за увековечивание афроамериканских стереотипов, таких как тверк и брейк-данс. Его выход, совпавший по времени с дебатами о расовых отношениях вокруг беспорядков в Фергусоне, также был встречен критикой. Анализируя якобы «расифицирующее наблюдение» в видео в пострасовом контексте, профессор коммуникаций Рейчел Дуброфски отметила разницу между изображением Свифт условно белых танцевальных движений — таких как балет и чирлидинг; и условно чёрных танцевальных движений — брейкданса и тверка. Она утверждала, что если наряды и поведение Свифт во время исполнения балета или чирлидинга подходят ей «естественно», то она «не может легко воплотить тело брейк-дансера, и стиль одежды [во время тверка] не подходит ей органично». Дуброфски резюмировала видео как заявление Свифт о своей белой аутентичности: «Я такая белая, вы это знаете, я это знаю, поэтому мне так смешно, когда я пытаюсь танцевать как цветной человек».

## Награды и номинации
| Год  | Организация                                     | Награда                          | Результат | Ссылка |
| ---- | ----------------------------------------------- | -------------------------------- | --------- | ------ |
| 2015 | Grammy Awards                                   | Record of the Year               | Номинация | [ 56 ] |
| 2015 | Grammy Awards                                   | Song of the Year                 | Номинация | [ 56 ] |
| 2015 | Grammy Awards                                   | Best Pop Solo Performance        | Номинация | [ 56 ] |
| 2015 | Billboard Music Awards                          | Top Streaming Song (Video)       | Победа    | [ 57 ] |
| 2015 | Billboard Music Awards                          | Top Hot 100 Song                 | Номинация | [ 57 ] |
| 2015 | Billboard Music Awards                          | Top Digital Song                 | Номинация | [ 57 ] |
| 2015 | Teen Choice Awards                              | Choice Single by a Female Artist | Номинация | [ 58 ] |
| 2015 | Rockbjörnen                                     | Best Foreign Tune                | Победа    | [ 59 ] |
| 2015 | Radio Disney Music Awards                       | Song of the Year                 | Номинация | [ 60 ] |
| 2015 | Radio Disney Music Awards                       | Best Song To Dance To            | Победа    | [ 61 ] |
| 2015 | iHeartRadio Music Awards                        | Song of the Year                 | Победа    | [ 62 ] |
| 2015 | Myx Music Award                                 | Favourite International Video    | Победа    | [ 63 ] |
| 2015 | Nashville Songwriters Association International | Ten Songs I Wish I’d Written     | Победа    | [ 64 ] |
| 2015 | Nickelodeon Kids' Choice Awards                 | Song of the Year                 | Номинация | [ 65 ] |
| 2015 | People's Choice Awards                          | Favourite Song                   | Победа    | [ 66 ] |
| 2015 | Los Premios 40 Principales                      | Best International Video         | Номинация | [ 67 ] |
| 2015 | BMI Awards                                      |                                  |           |        |
| 2015 | Award-Winning Songs                             | Победа                           | [ 68 ]    |        |
| 2015 | Publisher of the Year                           | Победа                           | [ 68 ]    |        |

## Живые выступления
Тейлор Свифт впервые представила песню «Shake It Off» в живом исполнении на церемонии 2014 MTV Video Music Awards, которая прошла 24 августа 2014 года.
Свифт также представила песню 4 сентября 2014 года на церемонии «2014 Germany Radio Awards» и 19 сентября 2014 года во время живого выступления на фестивале iHeartRadio Music Festival.
На вечеринке по случаю 40-летия телепрограммы Saturday Night Live Свифт исполнила песню в импровизированном исполнении с ведущим Джимми Фэллоном на бэк-вокале и Полом Маккартни на бэк-вокале и бас-гитаре.
Песня «Shake It Off» была включена в сет-лист трех мировых туров Свифт — The 1989 World Tour, где песня была финальным номером, Reputation Stadium Tour, где Свифт исполнила песню с Камилой Кабелло и Charli XCX в качестве номеров поддержки, и Eras Tour (2023). 23 апреля 2019 года она исполнила акустическую версию песни на церемонии Time 100 Gala, где её отметили как одного из «100 самых влиятельных» людей года.

## Список композиций
Digital download / Limited edition CD-сингл
1. «Shake It Off» — 3:39

Немецкий CD-сингл
1. «Shake It Off» — 3:39
2. «Shake It Off» (video) — 4:02

## Участники записи
По данным заметок на 1989.
- Тейлор Свифт — вокал, автор, хлопки
- Cory Bice — ассистент звукорежиссёра
- Том Койн — мастеринг
- Сербан Генеа — микширование
- John Hanes — звукозапись
- Sam Holland — звукозапись
- Michael Ilbert — звукозапись
- Jonas Lindeborg — труба
- Макс Мартин — продюсер, автор, клавишные, программирование, хлопки
- Shellback — продюсер, автор, акустическая гитара, бас-гитара, клавишные, бэк-вокал, ударные, программирование, хлопки, перкуссия
- Jonas Thander — саксофон
- Magnus Wiklund — тромбон

## Чарты
К октябрю 2014 было продано более 2 млн копий сингла (2,195,000) и он получил платиновый статус в США от Recording Industry Association of America (RIAA).

| Чарт (2014—15)                             | Высшая позиция |
| ------------------------------------------ | -------------- |
| Австралия (ARIA)                           | 1              |
| Австрия (Ö3 Austria Top 40)                | 6              |
| Бельгия/Фландрия (Ultratop 50)             | 17             |
| Бельгия/Валлония (Ultratop 50)             | 14             |
| Brazil (Billboard Hot 100)                 | 56             |
| Канада (Billboard Canadian Hot 100)        | 1              |
| Канада (Billboard AC)                      | 1              |
| Канада (Billboard CHR/Top 40)              | 1              |
| Канада (Billboard Hot AC)                  | 1              |
| Чехия (Rádio — Top 100)                    | 3              |
| Чехия (Singles Digitál Top 100)            | 1              |
| Дания (Tracklisten)                        | 4              |
| Дания (Tracklisten Airplay)                | 1              |
| Европа (Billboard Euro Digital Song Sales) | 2              |
| Финляндия (Suomen virallinen lista)        | 6              |
| Франция (SNEP)                             | 6              |
| Германия (GfK)                             | 5              |
| Венгрия (Single Top 40)                    | 1              |
| Ирландия (IRMA)                            | 3              |
| Израиль (Media Forest)                     | 4              |
| Italy (FIMI)                               | 10             |
| Япония (Billboard Japan Hot 100)           | 4              |
| Lebanon (Lebanese Top 20)                  | 15             |
| Mexico Airplay (Billboard)                 | 1              |
| Нидерланды (Dutch Top 40)                  | 5              |
| Нидерланды (Single Top 100)                | 7              |
| Новая Зеландия (Recorded Music NZ)         | 1              |
| Норвегия (VG-lista)                        | 3              |
| Польша (Polish Airplay Top 100)            | 1              |
| Portugal Digital Songs (Billboard)         | 3              |
| Шотландия (OCC Scotland)                   | 2              |
| Словакия (Rádio — Top 100)                 | 4              |
| Словакия (Singles Digitál Top 100)         | 1              |
| Slovenia (SloTop50)                        | 8              |
| ЮАР (EMA)                                  | 2              |
| South Korea International Chart (GAON)     | 19             |
| Испания (PROMUSICAE)                       | 2              |
| Швеция (Sverigetopplistan)                 | 3              |
| Швейцария (Schweizer Hitparade)            | 7              |
| Великобритания (OCC UK Singles)            | 2              |
| США (Billboard Hot 100)                    | 1              |
| США (Billboard Adult Contemporary)         | 1              |
| США (Billboard Adult Pop Airplay)          | 1              |
| США (Billboard Country Airplay)            | 58             |
| США (Billboard Dance Club Songs)           | 17             |
| США (Billboard Latin Airplay)              | 48             |
| США (Billboard Pop Airplay)                | 1              |
| США (Billboard Rhythmic)                   | 17             |

| Чарт (2014)                          | Позиция |
| ------------------------------------ | ------- |
| Australia (ARIA)                     | 3       |
| Canada (Canadian Hot 100)            | 9       |
| Germany (Official German Charts)     | 39      |
| Ireland (IRMA)                       | 12      |
| Israel (Media Forest)                | 48      |
| Japan (Japan Hot 100)                | 34      |
| Japan Hot Overseas (Billboard Japan) | 4       |
| Netherlands (Single Top 100)         | 77      |
| Netherlands (Dutch Top 40)           | 55      |
| New Zealand (Recorded Music NZ)      | 3       |
| Poland (ZPAV)                        | 45      |
| Switzerland (Schweizer Hitparade)    | 49      |
| UK Singles (Official Charts Company) | 14      |
| US Billboard Hot 100                 | 13      |
| US Adult Contemporary (Billboard)    | 20      |
| US Adult Top 40 (Billboard)          | 19      |
| US Mainstream Top 40 (Billboard)     | 19      |

| Чарт (2015)                          | Позиция |
| ------------------------------------ | ------- |
| Australia (ARIA)                     | 49      |
| Canada (Canadian Hot 100)            | 17      |
| Japan (Japan Hot 100)                | 12      |
| Japan Hot Overseas (Billboard Japan) | 2       |
| Slovenia (SloTop50)                  | 31      |
| US Billboard Hot 100                 | 18      |
| US Adult Contemporary (Billboard)    | 15      |
| US Adult Top 40 (Billboard)          | 43      |

| Чарт (2016)                          | Позиция |
| ------------------------------------ | ------- |
| Japan (Japan Hot 100)                | 62      |
| Japan Hot Overseas (Billboard Japan) | 4       |

| Чарт (2017)                             | Позиция |
| --------------------------------------- | ------- |
| Japan (Japan Hot 100)                   | 100     |
| Japan Hot Overseas (Billboard Japan)    | 14      |
| Japan Streaming Songs (Billboard Japan) | 71      |

| Чарт (2018)                             | Позиция |
| --------------------------------------- | ------- |
| Japan Hot Overseas (Billboard Japan)    | 15      |
| Japan Streaming Songs (Billboard Japan) | 68      |

| Чарт (2010—2019)                     | Позиция |
| ------------------------------------ | ------- |
| Australia (ARIA)                     | 23      |
| UK Singles (Official Charts Company) | 76      |
| US Billboard Hot 100                 | 34      |

| Чарт (1958—2018)              | Позиция |
| ----------------------------- | ------- |
| US Billboard Hot 100 (Female) | 46      |
| US Billboard Hot 100          | 139     |
| US Adult Top 40 (Billboard)   | 37      |

## Сертификации
| Регион | Сертификация   | Продажи     |
| --- | -------------- | ----------- |
| Австралия (ARIA) | 17× Платиновый | 1 190 000   |
| Австрия (IFPI Austria) | Золотой        | 15 000*     |
| Бельгия (BEA) | Золотой        | 20 000      |
| Канада (Music Canada) | 6× Платиновый  | 480 000*    |
| Дания (IFPI Danmark) | Платиновый     | 90 000      |
| Германия (BVMI) | Золотой        | 200 000     |
| Италия (FIMI) | Платиновый     | 30 000      |
| Япония (RIAJ) | 3× Платиновый  | 750 000*    |
| Мексика (AMPROFON) | Золотой        | 30 000*     |
| Новая Зеландия (RMNZ) | 5× Платиновый  | 150 000     |
| Норвегия (IFPI Norway) | 2× Платиновый  | 120 000     |
| Португалия (AFP) | Золотой        | 10 000      |
| Швеция (GLF) | Платиновый     | 40 000      |
| Швейцария (IFPI Switzerland) | Платиновый     | 30 000      |
| Великобритания (BPI) | 4× Платиновый  | 2 400 000   |
| США (RIAA) | Бриллиантовый  | 10 000 000  |
| Стриминг |                |             |
| Дания (IFPI Danmark) | Золотой        | 1 300 000   |
| Япония (RIAJ) | Платиновый     | 100 000 000 |
| * Данные о продажах приведены только на основе сертификации. · Данные о продажах + прослушиваниях приведены только на основе сертификации. · Данные только о прослушиваниях приведены на основе сертификации. |                |             |

## История выхода
| Страна         | Дата            | Формат                 | Лейбл                | Каталожный номер | Ссылки  |
| -------------- | --------------- | ---------------------- | -------------------- | ---------------- | ------- |
| Бельгия        | 18 августа 2014 | Digital download       | Big Machine          | 00602537993796   | [ 83 ]  |
| Франция        | 19 августа 2014 | Digital download       | Universal Music GMBH | 0060253799379    | [ 186 ] |
| США            | 19 августа 2014 | Digital download       | Big Machine          | none             | [ 187 ] |
| США            | 19 августа 2014 | Contemporary hit radio | Big Machine Republic | none             | [ 188 ] |
| Великобритания | 25 августа 2014 | Contemporary hit radio | Big Machine          | none             | [ 189 ] |

## Shake It Off (Taylor’s Version)
Перезаписанная версия песни «Shake It Off», получившая название «Shake It Off (Taylor’s Version)», была выпущена 27 октября 2023 года в составе четвёртого перезаписанного альбома Свифт 1989 (Taylor’s Version). Песня является частью перезаписанной музыки Свифт после спора о праве собственности на мастера ее старой дискографии. Фрагмент перезаписи был показан в анимационном фильме 2022 года «DC Лига Суперпитомцы».

### Чарты
| Чарт (2023)                               | Высшая позиция |
| ----------------------------------------- | -------------- |
| Австралия (ARIA)                          | 18             |
| Новая Зеландия (Recorded Music NZ)        | 27             |
| Швеция (Heatseeker (Sverigetopplistan)    | 4              |
| Великобритания (OCC UK Singles Downloads) | 46             |
| Великобритания (UK Singles Sales, OCC)    | 53             |
| Великобритания (UK Streaming, OCC)        | 26             |

### Комментарии
1. ↑  Уилкинсон использовала слово «zany» (шут, фигляр), чтобы описать Свифт как «фигуру, которая подчёркивает, что поп-„выступление“ — это тяжёлая работа, потому что она выставляет его построение как то, что не приходит „естественно“»[48].
2. ↑  Дуброфски, ссылаясь на Симону Браун, описывает «расифицирующее наблюдение» как «технологию социального контроля, где практика, политика и представления наблюдения касаются производства норм, относящихся к расе, и осуществляют власть над определением того, что является „своим“ или „чужим“»[53].